# 幕友手冊
《幕友手冊》是明清时期幕友编写的书籍。
清代時期幕友的普遍出現，並非國家政府有意的設計，而是與當時審轉與審限制度的加嚴、加密過程有很大的關係。幕友因而如影隨形地介入各種司法實務，既衝擊政府司法體系的運作邏輯，也重塑當時民眾賴以調停糾紛或是進行訴訟的法律秩序。
明清時期幕友逐步發展出「無縫天衣」的職業理想，甚至進一步撰寫了「幕友手冊」，不少書肆不斷重新刊刻，從而影響了當時民間流傳法律知識的性質，當時著名的幕友手冊如董公振的《錢穀刑名便覽》、萬維翰《刑錢指南》以及汪輝祖的《佐治藥言》等書籍皆流傳甚廣。

## 手冊便覽
| 編號 | 書名                     | 作者                                          | 推薦版本 | 書籍解題 |
| ---- | ------------------------ | --------------------------------------------- | --- | --- |
| 1    | 《四此堂集》             | 魏際瑞                                        | 康熙十四年（1675）刻本。 | 全書共二冊一函，十卷。卷一、二為告示，卷三為咨，卷為奏本，卷五為牌，卷六為票，卷七為批駁，卷八為書，卷九為雜體，卷十為奏對大略。所謂「四此」者，據卷前〈引〉即欽此、准此、據此、為此。全書所收錄內容皆作者「所為浙江幕府奏記、告諭、公移之文也」。此書是研究清朝行政法制以及幕友的重要史料。             |
| 2    | 《紙上經綸》             | 吳宏                                          | 康熙六十年（1721）吳氏自刻本，收錄於郭成偉、田濤點校整理，《明清公牘秘本五種》，北京：中國法政大學出版社，1999，頁139-260。                                                                                                 | 本書主要是刑名幕友辦理刑名錢穀案件的案例與經驗總結。全書共分為六卷：卷一招；卷二詳；卷三駁，卷四讞語；卷五告示；卷六補遺。基本上為搜羅整理相關案件的匯編，對於研究清初司法情況有一定的價值，典藏於日本國東京大學東洋文化研究所。                                                                         |
| 3    | 《錢穀刑名便覽》         | 董公振輯；董公賜參訂；申萬鍾校閱              | 雍正十二年(1734)刻本，收於《四庫未收書輯刊》第二輯第26册，北京：北京出版社，1997，頁75-142。 | 二卷。董公振序言提及直省郡邑日需辦理者，惟錢穀刑名最為緊要，採其尤要者百餘則彙集兩編；另外，除繪成圖格，填入律例外，有成案者附之於末。 |
| 4    | 《刑錢指南》             | 萬維翰                                        | 乾隆年間(1736-1795)刻本。 | 參見高浣月，《清代刑名幕友研究》。 |
| 5    | 《名法指掌》             | 沈辛田、董南厚合輯                            | 沈稼叟撰 ; 徐灝重訂，《重修名法指掌圖》，四卷，光緒二十六年京都榮錄堂刻本，收於《四庫未收書輯刊》第九輯第9册。 | 本書又名《名法指掌增訂》分上下二卷，附刊董南厚《錢穀便覽》及《公私處分》一卷，是沈辛田從同事無鍚顧雯漪商借鈔本重錄而成。 |
| 6    | 《增訂刑錢指掌》         | 沈辛田、董公振合輯                            | 乾隆八年(1743)序刊蓮西草堂藏版本。典藏於傅斯年圖書館善本室、東京大學東洋文化研究所大木文庫。傅圖善本室據日本內閣文庫藏清乾隆九年(1744)刊本，內有《刑錢指掌》四卷、《名法指掌》四卷。東京都：高橋寫眞會社，1977。            | 三卷，一帙四冊。封面註有「士宦要覽」，乾隆九年新鐫等字。 |
| 7    | 《刑名一得》             | 白元峯                                        | 乾隆四十九年（1784）滇南臬署刻本，典藏於《中國律學文獻》第三輯第4冊，頁1-156。 | 二卷。據覺羅玉正所作序言可知白元峯為「刑名老手」。 |
| 8    | 《佐治藥言》             | 汪輝祖(1730-1807)                             | 乾隆五十四年(1789)雙節堂刻本影印，《續修四庫全書》，上海 : 上海古籍出版社，1997，史部，職官類 ，755冊，頁279-304。 | 一卷。本書最初寫於乾隆五十年(1785)，由鮑氏知不足齋叢書刊刻，汪輝祖因無印本，「無以給人之求，而求者日眾」，因而由雙節堂重刻。 |
| 9    | 《續佐治藥言》           | 汪輝祖(1730-1807)                             | 乾隆五十四年(1789)雙節堂刻本，《續修四庫全書》，上海 : 上海古籍出版社，1997，史部，職官類 ，755冊。 | 一卷。 |
| 10   | 《刑錢必覽》             | 王又槐（蔭庭）                                | 乾隆五十八年(1793)刊本，日本內閣文庫藏，複印本，東京: 高橋寫眞會社，1977。 | 十卷。據日本內閣文庫藏清乾隆五十八年(1793)刊本複印本 |
| 11   | 《辦案要略》             | 王又槐編；羅允綏、王又梧恭訂；陸天墀校字      | 乾隆五十八年(1793)刊本，收錄於郭成偉、田濤點校整理，《明清公牘秘本五種》，北京：中國政法大學出版社，1999。 | 內有《刑錢必覽》十卷 、《錢穀備要》十卷，東京都：高橋寫眞會社，1977。張廷驤認為王蔭庭先生為乾隆中葉法家老手，辦案要略一書議論精確，顛撲不破。書共十四篇。 |
| 12   | 《招解說》               | 佚名                                          | 嘉慶年間(1796-1820)鈔本，收錄於郭成偉、田濤點校整理，《明清公牘秘本五種》，北京：中國政法大學出版社，1999，頁551-644。 | 此書為清代某位佚名幕友講解地方官吏與刑名師爺辦理刑案，參與庭審的經驗總結與心得體會。共有「盜案論」、「命案論」、「命盜問式」、「參案論」、「服制論」、「審理案件」等數十條。 |
| 13   | 《不礙軒讀律六種》       | 王有孚輯                                      | 嘉慶十年(1805)刻本。 | 全書分四冊八卷，第一冊一、二卷是匯集吳縣吳家桂所輯之《洗冤外編》，並附《急救方補遺十三條》。第二冊第三、四卷是王氏自己所輯之《秋審指掌》。第三冊第五、六卷是《刺字會鈔》及吳家桂所增訂之《折獄金針》。第四冊則為《一得偶談》。                                                                           |
| 14   | 《重刊補注洗冤集錄集証》 | 李觀瀾                                        | 民國十年(1921)重刊，上海文瑞樓刊本，今收於《筆記小說大觀》第12編第7冊，臺北：新興書局，1976。 | 五卷，又名《增補註釋洗寃錄集證》。作者曾多年游幕，對州縣審判與法醫檢驗深有心得。 |
| 15   | 《一得偶談初集、二集》   | 王有孚                                        | 嘉慶十年(1805)刻本，典藏於《中國律學文獻》第三輯第4冊，頁371-600。 | 初集，一卷；二集，一卷。王元鎬在跋文中記載王有孚「從事於律者三十餘年，著一得偶談以示」。本書分為兩部分：初集為「讀律得」、二集為「讀書得」，初集之中可見王有孚不時舉出擔任幕友的相關案件作為舉例說明。                                                                                                   |
| 16   | 《學治續說》             | 汪輝祖(1730-1807)                             | 嘉慶十六年(1811)讀畫齋叢書刊本，藏於傅圖古籍線裝書區。 | 學治續說一卷；說贅一卷。 |
| 17   | 《學治臆說》             | 汪輝祖(1730-1807)                             | 嘉慶十六年(1811)刊本，藏於傅圖古籍線裝書區。 | 二卷，124則。 |
| 18   | 《刑友良方十則》         | 吳坤                                          | 道光年間(1821-1850)刻本。 | 參見高浣月，《清代刑名幕友研究》。 |
| 19   | 《琴堂必讀》             | 白元峰                                        | 道光二十一年(1841)芸香館藏板，典藏於《中國律學文獻》第三輯第4冊，哈爾濱 : 黑龍江人民出版社，2006，頁1-232。 | 四冊二卷。書前有佚名作序，敘其抄錄緣由。本書是一部論述「有司問案稟詳以及習幕規模要道」的律學著作。內分：論命案、論犯姦及因姦致命案、論強竊盜案、論搶奪、論雜案、論批呈詞、論詳案、斷獄總要、驗傷、辦案疑要、揭參、論敘供論作看、論作稟、論駁案附上控案、論詳報、論枷杖加減、論六贓、論撫恤難番、論習幕。 |
| 20   | 《病榻夢痕錄》           | 汪輝祖(1730-1807)                             | 據南京圖書館藏清道光三十年(1850)龔裕刻本影印，收入《續修四庫全書》，史部，傳記類，555冊，頁607-685。內又附《夢痕錄餘》，一卷，頁685-733。                                                                                   | 二卷。年譜式記事。 |
| 21   | 《官幕同舟錄》           | 費壽山                                        | 同治六年(1867)刻本。 | 參見高浣月，《清代刑名幕友研究》。 |
| 22   | 《刑錢指掌》             | 李天衡輯                                      | 同治七年(1868)刊本。 | 參見高浣月，《清代刑名幕友研究》。 |
| 23   | 《重修名法指掌》         | 徐灝                                          | 同治九年(1870)湖北崇文書局刊版。 | 四卷。本書在《名法指掌》基礎上，以蜀刊本為藍本進行重新纂輯，將截至同治八年夏季所有已頒行的新例悉行逐條增入，並補入前刻本未載之舊例而須備參考者。 |
| 24   | 《學治說贅》             | 汪輝祖(1730-1807)                             | 同治元年(1862)吳氏望三益齋刻本，南京圖書館藏，收入《官箴書集成》，合肥：黃山書社，1997，第5冊，頁307-312。 | 一卷。 |
| 25   | 《律法須知》             | 呂芝田(乾嘉時期)                              | 光緒九年（1885）貴州臬署刻本，收於《中國律學文獻》第四輯第5冊，北京：社會科學文獻出版社，2007，頁1-288。 | 二卷十篇。本書在內容上分為兩部分：一是關於各種多發犯罪的處理、法律適用以及具體罪證要點的分析；另一部分是關於州縣司法審判程序以及一些重要公文程式的論述，也涉及到有關律例的解釋和適用問題。 |
| 26   | 《坐幕刑名底稿》         | 佚名                                          | 光緒中期(1880-1890年代)原鈔本，藏於東京大學東洋文化研究所。 | 不分卷之殘卷，六冊。本書應為坐幕於河北一帶之幕友留存之底稿，內容涉及之案件皆涉及人命等案件，亦即是必須向上審轉的重案。 |
| 27   | 《雙節堂庸訓》           | 汪輝祖(1730-1807)撰；汪繼培、汪繼坊、汪繼壕校 | 光緖十五年(1889)江蘇書局刊本，典藏於傅斯年圖書館古籍線裝書。 | 六卷。本書為汪輝祖教其「才不逮中人」子孫所作之書，內容描述依序為首述先誌祖德；次律己；次治家；次應世；次蕃後；最後卷六為述師，內容與汪氏從事幕業頗有關連。書名冠以「雙節堂」，乃為稟二母訓也。 |
| 28   | 《刑幕要略》             | 佚名撰；朱勳抄錄；張廷驤校                    | 光緒十八年(1892)浙江書局刊本，收於《入幕須知》，收入《官箴書集成》第5冊，合肥：黃山書社，1997，頁1-30。 | 一卷。內又附《贅言十則》一卷。本書是記錄清代老幕所言辦理刑幕事務要略。 |
| 29   | 《幕學舉要》             | 萬維翰（萬楓江）                              | 光緒十八年(1892)浙江書局刊本。本書收於《入幕須知》，收入《官箴書集成》第4冊，合肥：黃山書社，1997，頁727-753。 | 一卷。張廷驤在幕學舉要敘中提到，認為《幕學舉要》一書，論習幕之道，挈要提綱；於直隸情形，尤瞭如指掌。 |
| 30   | 《秋水軒尺牘》           | 許葭村著；婁硯齋注；寄虹軒主人輯              | 民國元年(1912)上海會文堂書局刊本，據民國二十六年(1937)世界書局第3版復刻，宋晶如註譯，收於波多野太郎編，《中國語學資料叢刊尺牘．方言研究篇》第一卷，東京都：不二出版，1986，頁321-385。                                      | 二卷。 |
| 31   | 《雪鴻軒尺牘》           | 龔未齋                                        | 民國二十六年(1937)世界書局第3版復刻，另有與《廣註語譯秋水軒尺牘》合刊，據民國二十六年(1937)世界書局第3版復刻，宋晶如註譯，收於波多野太郎編，《中國語學資料叢刊尺牘．方言研究篇》第一卷，東京都：不二出版，1986，頁386-466。 | 龔未齋游幕數十年，潔身自守，名聞燕趙，所與交游，悉當時縉紳碩彥，觀其往還尺牘，便可想見彼之生平。其書札與山陰許葭村所著秋水軒，堪相伯仲。全書共一百八十六篇，分為十五類。 |
| 32   | 《寄食須知篇》           | 孫慶                                          | 鈔本。 | 參見高浣月，《清代刑名幕友研究》。 |

## 延伸閱讀
- 陳利：〈知识的力量：清代幕友秘本和公开出版的律学著作对清代司法场域的影响 （页面存档备份，存于）〉。